# Amblystegium speirophyllum
Amblystegium speirophyllum är en bladmossart som beskrevs av Kindberg 1889. Amblystegium speirophyllum ingår i släktet Amblystegium och familjen Amblystegiaceae. Inga underarter finns listade i Catalogue of Life.